# سین (روستا)
 سین  به عربی ( سَین )، روستایی است در دهستان اباره از توابع استان ذَمار در کشور یمن در شبه جزیره عربستان.

## جمعیت
جمعیت آن (۷۰ ) نفر (۷ خانوار) می‌باشد.